# Юдика, Хосе
Хосе Антонио Юдика (исп. José Antonio Yudica; 26 февраля 1936, Росарио, Санта-Фе — 23 августа 2021) — аргентинский футболист и футбольный тренер.

## Биография

### Карьера футболиста
Юдика начал играть на высоком уровне в составе команды из родного города «Ньюэллс Олд Бойз», а затем выступал за такие сильные аргентинские клубы, как «Бока Хуниорс», «Велес Сарсфилд» и «Эстудиантес», однако там особых достижений не добился. В последние годы карьеры футболиста Юдика выступал в Колумбии, где добился единственного своего титула на высшем уровне, выиграв чемпионат страны вместе с «Депортиво Кали». Завершал карьеру в клубах низших дивизионов в Аргентине.
В 1956 году Юдика сыграл 4 матча за сборную Аргентины. Два матча он провёл на Панамериканских играх в Мехико (отметился забитым голом в ворота сборной Бразилии), также провёл одну товарищескую игру, и один матч в рамках товарищеского Кубка Атлантики против сборной Уругвая.

### Карьера тренера
Довольно скромная карьера в качестве футболиста резко контрастирует с успехами Юдики в качестве тренера. Он добился существенных успехов: привёл «Кильмес» к единственному в истории клуба титулу чемпионов Аргентины, всего же он сделал чемпионами Аргентины три разные команды, став первым тренером, когда-либо добившимся такого успеха; кроме того, Юдика привёл «Архентинос Хуниорс» к победе в Кубке Либертадорес в 1985 году.
В 1977 году Хосе Юдика спас «Кильмес» от вылета во Второй дивизион, и уже в следующем году добился с этой одной из старейших в Аргентине, но никогда не хватавших звёзд с неба командой, победы в чемпионате страны — Метрополитано 1978. В 1980 году Юдика возглавил «Эстудиантес», но уже год спустя вернулся в «Кильмес» и выиграл с ним Второй дивизион Аргентины. Этого же успеха он добился с «Сан-Лоренсо» в 1982 году — один из самых знаменитых аргентинских клубов сенсационно вылетел во второй эшелон и ради работы с этой командой и её возвращения в элиту Юдика был вынужден отказаться от перспективы опять сыграть с «Кильмесом» в Примере.
В 1985 году Юдика стал работать с «Архентинос Хуниорс», в котором подобрался сильнейший за всю историю клуба состав. В первый же год Юдика завоевал с «Архентинос» Кубок Либертадорес. Кампания «Красных жуков» в Кубке Либертадорес 1985 года стала весьма примечательной. «Архентинос Хуниорс» оказался в одной группе со своими давними соперниками из «Феррокариль Оэсте». В конце группового этапа эти два клуба разделили первое место с 9 набранными очками, из-за чего пришлось проводить дополнительный матч, который «Архентинос» выиграли со счётом 3:1. Команда выиграла второй групповой этап и заработала место в финале, где её соперником стала «Америка Кали», злейший соперник бывшего клуба Юдики, «Депортиво Кали». Обе финальные игры закончились со счётом 1:0 в пользу хозяев поля. Потребовался дополнительный матч, но и он завершился со счётом 1:1. «Архентинос Хуниорс» одержали победу в серии пенальти с результатом 5:4. В дальнейшем Юдика привёл «Архентинос Хуниорс» к победе в менее престижном Межамериканском кубке, обыграв «Дефенс Форс» из Тринидада и Тобаго. В Межконтинентальном кубке «Красные жуки» уступили в серии пенальти итальянскому «Ювентусу».
После успехов с «Архентинос» Юдика вернулся в «Ньюэллс Олд Бойз», в клуб, в котором он начал свою игровую карьеру. Он привёл «Ньюэллс» к победе в чемпионате Аргентины в сезоне 1987/88, став первым тренером, выигравшим 3 чемпионата Аргентины с разными клубами. В 1988 году он вывел «Ньюэлс», впервые в истории клуба, в финал Кубка Либертадорес, но уступил уругвайскому «Насьоналю».
В 1990 году Юдика вернулся в «Депортиво Кали», а потом возглавлял «Пачуку» в Мексике, с которой стал победителем Второго дивизиона.

## Титулы и достижения

### В качестве футболиста
- Чемпион Колумбии: 1969
- Чемпион Четвёртого дивизиона Аргентины (Примера C): 1970

### В качестве тренера
- Чемпион Аргентины (3): 1978 (Метрополитано) (Кильмес), 1985 (Насьональ) (Архентинос Хуниорс), 1987/88 (Ньюэллс Олд Бойз)
- Чемпион Аргентины во Втором дивизионе (2): 1981, 1982
- Чемпион Мексики во Втором дивизионе: 1996
- Обладатель Кубка Либертадорес: 1985
- Обладатель Межамериканского кубка: 1986